# 内海次郎
内海 次郎（うつみ じろう、天保7年（1836年） - ?）は、新選組隊士、御陵衛士。二郎とも。本名は民弥。

## 概要
武蔵国川越藩士内海権助（喜兵衛）の次男として生まれる。弟は福太郎。伊東甲子太郎の内弟子となり、深川中川町の道場に住み込んでいた。
元治元年（1864年）12月1日に出京し、伊東らと共に新選組に加盟。慶応2年（1866年）6月１6日、松本喜次郎・三井丑之助・近藤芳助を引き連れ、脱走した柴田彦三郎を追って福知山経由で出石に至り、船屋半左衛門方に止宿。柴田は同月19日に気多郡江原村の骨柳屋宇兵衛方にいたところを宵田村の番人たちに召し捕らえられ、新選組へ引き渡された。同年9月の三条制札事件に出動した。
慶応3年（1867年）3月に伊東らと同意して御陵衛士を結成し新選組を離脱。油小路事件の際は、朝方から阿部十郎と外出中だったため難を逃れ、薩摩藩に属した後、伏見街道での近藤勇の襲撃に加わった。続く鳥羽・伏見の戦いでは薩摩藩士中村半次郎の部隊に加わり、御香宮で戦闘した。
明治2年（1869年）には戒光寺に御陵衛士墓碑を建立している。戊辰戦争では阿部らが隊長を務める第一遊軍隊（徴兵七番隊）へ所属し、明治4年（1871年）正月に解隊した後、前橋藩（慶応3年に川越から移転）に預けられた。